# Охен (оба Бенина)
Охен или Авхен (ум. около 1370 года) — оба (правитель) средневекового бенинского государства Убини (Бенин), правивший приблизительно с 1334 по 1370 годы (по другим данным, около 1430—1450 годов). Сын обы Огуолы, страдал параличом ног, был убит в результате мятежа своих подданных. Отец обы Эвуаре Великого.

## Происхождение и приход к власти
Согласно бенинской устной исторической традиции (записанной в XIX—XX веках), восьмой оба Бенинского царства Охен был одним из младших сыновей обы Огуолы, оставшегося в народной памяти бини могучим правителем, впервые обнёсшим столицу государства двумя линиями защитных земляных валов и рвов, а также впервые пригласившим из Ифе бронзолитейщика, научившего бини искусству литья изделий из сплавов меди, впоследствии получивших широкую известность как «Бенинская бронза». Охен взошёл на бенинский престол после последовательных правлений двух своих старших братьев, Эдони (около 1295—1299) и Удагбедо (около 1299—1334), которые либо не оставили после себя наследников мужского пола, либо не сумели обеспечить им наследование верховной власти.

## Правление

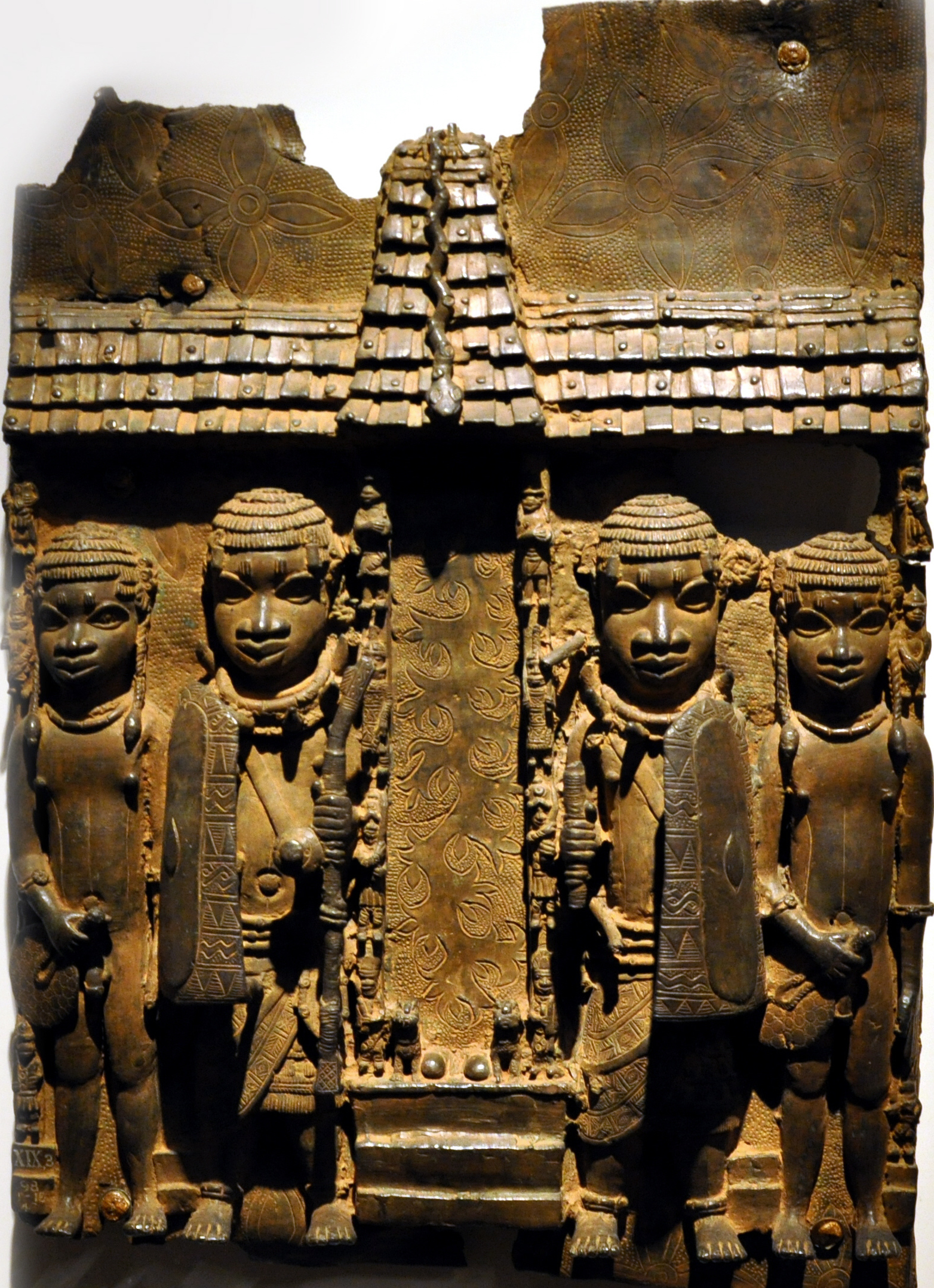
Вход во дворец обы Бенина, охраняемый воинами бини. Бенинская бронза, XVI век. Британский музей

Устная историческая традиция бини, записанная придворным бенинским хронистом Джекобом У. Эгхаревба, утверждает, что оба Охен занял престол около 1334 года и правил тридцать шесть лет. О его довольно длительном правлении до наших дней дошло относительно мало конкретных сведений: при нём было учреждено несколько второстепенных государственных титулов, а из страны происходили незначительные миграции населения. Кроме того, сообщается, что Охен после двадцати пяти лет правления начал страдать параличом ног — недугом, не совместимым со статусом верховного правителя бини. Охену десятилетиями удавалось скрывать свой недостаток от окружающих (ему помогало это делать хотя бы то, что в присутствии подданных обе полагалось сидеть) по той причине, что согласно религиозно-политическим представлениям бини, только физически здоровый человек мог обладать верховной властью и только физически «полноценный» оба мог обладать той сакральной силой, которая обеспечивала безопасность и процветание народа и могущество государства.
Охену не удалось бесконечно скрывать свой недуг и в конце концов о неизлечимой болезни обы стало известно членам узама н’ихинрон — коллегии «вождей-выборщиков», исторически боровшихся с обой за власть и политическое влияние. Вожди сразу же разнесли весть о физической «неполноценности» Охена, что привело к его гибели. Согласно устной традиции бини, записанной в 1920-е годы английским исследователем Перси А. Тэлботом, члены узама н’ихинрон и огиамвен (вождь народа эфа, населявшего Бенин до прихода бини) при поддержке населения совершили государственный переворот, в результате которого Охен был убит или покончил с собой. Другой версии устной традиции придерживаются историки-бини (в частниости, Дж. У. Эгхаревба и Э. Аизиен), которые утверждают, что Охена выдал ийасе (глава совета при обе и блюститель наследника престола) по имени Эмузе (он решил подсмотреть, почему оба всегда первым появлялся и последним удалялся из зала совета). В наказание за это Охен приказал убить Эмузе, но обезумевшие от гнева и страха за своё будущее бенинцы взбунтовались и насмерть забросали обу камнями. В подтверждение данной версии свидетельствует то, что во время главного ежегодного праздника угие эрха оба совершается ритуал, воспроизводящий столкновение между обой и простым народом. Бенинские историки пытаются доказать, что народ восстал против оба, стремясь защитить ийасе, однако другие исследователи (в частности, Д. М. Бондаренко, Н. Б. Кочакова) полагают, что главным побудительным мотивом восставших был первобытный страх того, что привычный мир вскоре погибнет из-за отсутствия у «неполноценного» обы сакральной силы, в основе же конфликта лежала непрекращающаяся борьба между усиливающейся властью обы, с одной стороны, и властными амбициями членов узама н’ихинрон, ийасе и недворцовых титулованных вождей, частично выражавших интересы городской общины, с другой.

## Наследники
После смерти Охена около 1370 года на бенинский престол был посажен его старший сын Эгбека, в годы правления которого вожди узама н’ихинрон пытались вернуть свои властные позиции, утраченные в результате политических реформ обы Эведо. Эгбеке наследовал его младший брат Оробиру, царствование которого оказалось ничем не примечательным. После смерти Оробиру около 1440 года началась война за престол между младшими сыновьями Охена. Наследником Оробиру должен был стать его брат Огун, однако самый младший из братьев, Увайфиокун, поднял мятеж, захватил власть в Бенине и был коронован. Согласно устной традиции, вскоре борьба между сторонниками Увайфиокуна и Огуна вылилась в открытые боевые столкновения, в ходе которых Увайфиокун был убит, а разгневанный из-за проявленной к нему несправедливостью Огун приказал сжечь столицу. Победив соперника, он вступил на бенинский трон под именем Эвуаре (около 1440—1473/75), что переводится как «Беда преодолена». При нём город Бенин был отстроен заново и приобрёл тот вид, который в конце XV—XVIII веках изумлял и восхищал своей красотой посещавших его европейцев.